# Confusão mental
Confusão mental é o estado de perturbação de uma pessoa que não consegue pensar com clareza ou rapidez. Também está relacionada a desorientação e falta de concentração. O problema pode está associado a uma patologia ou alterações fisiológicas. Na classificação internacional de doenças, a confusão mental pode ser classificada como "desorientação não especificada", CID 10 R41.0.
Não se deve confundir confusão mental com delirium. O primeiro se trata de um estado de perturbação mental que também pode estar presente em doenças mais graves como a demência. Delirium também é caracterizado como um estado de perturbação, mas é usado para descrever um estado de confusão mental aguda.